# Luka Lenič
Luka Lenič (ur. 13 maja 1988 w Lublanie) – słoweński szachista, arcymistrz od 2007 roku.

## Kariera szachowa
Był wielokrotnym mistrzem Słowenii juniorów w różnych kategoriach wiekowych, jak również wiele razy reprezentował swój kraj na mistrzostwach świata i Europy juniorów, największy sukces odnosząc w 2002 r. w Heraklione, gdzie zdobył tytuł mistrza świata do 14 lat. W 2004 r. w mistrzostwach świata (również rozegranych w tym mieście) zdobył brązowy medal (w grupie do lat 16), zaś w mistrzostwach Europy w tej samej kategorii wiekowej w Ürgüpie – medal srebrny.
W 2003 r. zajął II m. (za Zdenko Kožulem) w memoriale Vasji Pirca w Mariborze. W 2005 r. podzielił II m. (za Robertem Markusem, wspólnie z Dusko Pavasoviciem) w Rijece, zdobył również (podczas memoriału Milana Vidmara w Portorožu, gdzie podzielił II m. za Aleksandrem Bielawskim, wspólnie z Nikolą Djukiciem) pierwszą normę na tytuł arcymistrza. Kolejne dwie – w drużynowych rozgrywkach w Niemczech (2005/06) i Chorwacji (2007). W 2008 r. zajął II m. (za Borki Predojeviciem) w Novej Goricy oraz podzielił II m. (za Jewgienijem Swiesznikowem, wspólnie z Marko Tratarem, Matejem Sebenikiem i Milanem Draśko) w Bledzie. W 2009 r. podzielił I m. (wspólnie z Dusko Pavasoviciem) w Novej Goricy oraz zajął II m. (za Eraldem Dervishim) w Bratto.
Jest pięciokrotnym medalistą indywidualnych mistrzostw Słowenii: czterokrotnie złotym (2008, 2009, 2010, 2013) i brązowym (2006).
Wielokrotnie reprezentował Słowenię w turniejach drużynowych, m.in.:
- sześciokrotnie na olimpiadach szachowych (w latach 2002, 2006, 2008, 2010, 2012, 2014)[6],
- pięciokrotnie na drużynowych mistrzostwach Europy (w latach 2005, 2007, 2009, 2011, 2013)[7],
- trzykrotnie na drużynowych mistrzostwach Europy juniorów do 18 lat (w latach 2002, 2003, 2004); medalista: wspólnie z drużyną – brązowy (2004)[8]
- sześciokrotnie na turniejach o Puchar Mitropa (Mitropa Cup) (w latach 2003, 2004, 2008, 2009, 2010, 2012); trzykrotny medalista: wspólnie z drużyną – srebrny (2012) i dwukrotnie brązowy (2003, 2004)[9].

Najwyższy ranking w dotychczasowej karierze osiągnął 1 stycznia 2018 r., z wynikiem 2662 punktów jednocześnie zajmując 1. miejsce wśród słoweńskich szachistów.